# Martina Adamcová
Martina Adamcová (* 22. dubna 1966 Ostrava) je kanadská herečka, producentka a režisérka českého původu.
Po sametové revoluci rozšířila svoji původní kariéru herečky a moderátorky o producentskou práci. Ve výrobě filmů pokračuje na americkém kontinentu (Northen Mysteries, French Kiss, Sirens, The Perfect Kiss, Hotel Limbo, I Loved You First). Její firma, Marcova Productions, se od roku 2015 specializuje na komediální filmy. Režíruje pod pseudonymem Tina Adams.

## Život

### Dětství a dospívání
Martina Adamcová se herectví věnovala od dětství. Celá její rodina byla médiím vzdálená, oba rodiče, Ing. Milada Adamcová a Ing. Josef Adamec, byli stavební inženýři. Během dospívání navštěvovala kroužek profesorky herectví Mileny Vildové. Ta působila v umělecké škole na Praze 2, v Legerově ulici. Do hereckého kroužku chodily také další známé osobnosti jako Mahulena Bočanová nebo režisér televizních zábavních pořadů Michael Čech.
Přes doporučení pedagogů ze základní školy Adamcová pokračovala ve studiu přírodních věd a maturovala na Akademickém gymnáziu Štěpánská v Praze.

### Vysoká škola
Vysokoškolské vzdělání získala Martina Adamcová na Moskevské umělecké akademii (MChAT). K jejím profesorům se řadil Oleg Tabakov. Školu v rámci uvolňování vztahů mezi Ruskem a západním světem navštěvovali učitelé především z Actors Studia v New Yorku, kde se vyučuje Stanislavského metodou, která vede k vnitřnímu prožívání role a fyzickému tréninku, který herce přetváří do podoby ztvárňované postavy. Do školy zavítal v roce 1987 jako hostující profesor i Robert De Niro. Díky Stanislavského metodě Martina byla schopna ztvárňovat v amerických, kanadských, francouzských a českých filmech postavy, které jsou fyzicky i motivačně zcela odlišné. Její pozdější kmenový filmový režisér Vít Olmer jí přezdíval „De Niro v sukních“.

### Působení v Česku
Do Československa se herečka Martina Adamcová vrátila v roce 1988 a nastoupila v Československém rozhlasu, kde působila krátce jako moderátorka Mikrofóra. Přizvala si tehdy k mikrofonu svého bývalého spolužáka z gymnázia Martina Mařana, a protože ten nesplňoval politický profil tehdejší komunistické rozhlasové stanice, byla společně s ním z vysílání propuštěna.
V roce 1989 získala krátkodobou stáž v Divadle pod Palmovkou.
První skutečná příležitost přišla s televizními vstupy pro TV kanál OK 3 z Pražského výstaviště. Jejím partnerem na obrazovce byl Karel Kasal. Moderátor Eduard Hrubeš ji v témže roce 1991 přizval k moderování koncertu vysílaného Českou televizí. Dramaturg Aleš Ulm ji pak na základě jejího výkonu při moderování s Eduardem Hrubešem doporučil jako moderátorku Her bez hranic, které přinesly zásadní zlom v její kariéře.
Martina Adamcová stihla v období 1991 až 1993 natočit několik filmových snímků s Vítem Olmerem, obsazoval ji Juraj Herz a naposledy se objevila v českých kinech ve snímku Dušana Rapoše Muzzikanti a vlastním celovečerním filmu The Perfect Kiss.

### Kanada
Do Kanady se Martina Adamcová přestěhovala v roce 1992. Začínala rolí v policejním seriálu Sirens pod vedením režiséra Jean-Claude Lorda. Herecky v Kanadě spolupracuje s režiséry jako jsou Denis Villeneuve, Jean Leclerc a Sylvain Archambault. Je členkou hereckých asociací ACTRA a l’Union Des Artistes. Hraje v angličtině i francouzštině. Mezi komerčně nejúspěšnější snímky patří film The Perfect Assistant.

## Producentská činnost

### Distribuce
Martina Adamcová působí jako registrovaný distributor od roku 2003. Byla inciátorem a u zrodu alternativního řetězce kin Rézo, podporovaného kanadskou vládou.

### Výroba filmů
Její producentská společnost Marcova Productions má statut uznávaného producenta. Přívlastek uznání („Recognized producer“) je u tohoto spojení důležitý, protože status quo umožňuje společnosti podávat u státních fondů kinematografie žádosti o příspěvek na výrobu filmů.

### Režisérka filmů
Jako režisérka vystupuje pod pseudonymem Tina Adams. Je režisérkou dlouhometrážních snímků The Perfect Kiss, Hotel Limbo, My Wacko Parents. Autorsky je podepsána pod mnoha scénáři jak k televizním seriálům (Ona a On, Milostné vzkazy), tak televizním formátům (Vadí-nevadí) a dlouhometrážním snímkům (The Perfect Kiss, Hotel Limbo, I Loved You First).

## Herectví
V Americe účinkovala v několika seriálech (Sirens, Simon et Chartrand, Kids Killers, Dossier Mystère) a televizních filmech pro americké TV kanály ABC a CBS (The World of Trouble, Who Is Simon Miller?, The Perfect Assistant). Nadále hraje ve filmech (French Kiss, Passage, The Perfect Kiss, Hotel Limbo) a vracívá se do Evropy, většinou ke spolupráci s režisérem Vítem Olmerem (Tankový prapor, Nahota na prodej, Playgirls I a II, Lehká jako dech). Do svých snímků ji obsazoval i Juraj Herz (Passage, Černí baroni) a Dušan Rapoš.

## Filmografie

### Televize
- 1991 Maigretův první případ
- 1991 O těch Martinových dudách
- 1992 Charlie’s Talk Show
- 1992-3 Hry bez hranic (EUROVISE- koprodukce 11 zemí)
- 1995 Sirens (TV seriál)
- 2004 Černí baroni (TV seriál)
- 2005 Simon et Chartrand (TV seriál)
- 2006 The World of Trouble (TV Film)
- 2008 The Perfect Assistant (TV Film)
- 2011 Who Is Simon Miller (TV Film)
- 2011 Kids Killers (TV seriál)
- 2012 Dossier Mystère (TV seriál)
- 2012 Dossier Mystère (TV seriál)
- 2012 Lehká jako dech (TV Film)
- 2016 13. komnata Martiny Adamcové (TV pořad)

### Film
- 1991 Tankový prapor (četařka Babinčáková)
- 1993 Nahota na prodej (Zrzka)
- 1994 Playgirls 1. (Ája Machová)
- 1994 Playgirls 2. (Ája Machová)
- 1996 Passage (prodavačka)
- 2011 French Kiss (Bibiana)
- 2017 Muzzikanti (maminka)
- 2018 The Perfect Kiss ( Sharka)
- 2019 Hotel Limbo (Odile)
- 2022 My Wack Parents